# Huli (langue)
Pour les articles homonymes, voir Huli.
Le huli est une langue de Papouasie-Nouvelle-Guinée parlée par le peuple Huli (en) dans les Hautes-Terres méridionales. Il possède un système de numération en base 15.

## Classification
Le huli est une des langues enganes, une famille de langues papoues rattachées à une famille hypothétique, les langues trans-Nouvelle Guinée.

## Phonologie
Les  voyelles du huli sont :

### Voyelles
|         | Antérieure  | Postérieure |
| ------- | ----------- | ----------- |
| Fermée  | i [i] ĩ [ĩ] | u [u] ũ [ũ] |
| Moyenne | e [e] ẽ [ẽ] | o [o] õ [õ] |
| Ouverte |             | ɑ [ɑ] ɑ̃ [ɑ̃] |

### Consonnes
Les consonnes du huli sont :
|                  |                  | Bilabiales | Alvéolaires | Rétroflexes | Dorsales | Dorsales | Glottales |
| ---------------- | ---------------- | ---------- | ----------- | ----------- | -------- | -------- | --------- |
| Palatales        | Vélaires         | Bilabiales | Alvéolaires | Rétroflexes |          |          | Glottales |
| Occlusives       | Sourde           | p [pʰ]     | t [tʰ]      |             |          | k [kʰ]   |           |
| Occlusives       | Sonore           | b [b]      | d [d]       |             |          | g [g]    |           |
| Occlusives       | Sonore prénasal. | ᵐb [m͡b]    | ⁿd [n͡d]     |             |          | ᵑg [ŋ͡g]  |           |
| Fricative        | Fricative        |            | s [s]       |             | j [ʝ]    |          | h [h]     |
| Nasale           | Nasale           | m [m]      | n [n]       |             |          | ŋ [ŋ]    |           |
| Latérale/liquide | Latérale/liquide |            | r [r]       | l [ɭ ]      |          |          |           |
| Semi-voyelle     | Semi-voyelle     | w [w]      |             |             |          |          |           |

## Écriture
Le huli s'écrit avec l'alphabet latin.
| Caractère     | Caractère | Caractère | Caractère | Caractère | Caractère | Caractère | Caractère | Caractère | Caractère | Caractère | Caractère | Caractère | Caractère | Caractère | Caractère | Caractère | Caractère | Caractère | Caractère | Caractère | Caractère | Caractère | Caractère | Caractère | Caractère |
| ------------- | --------- | --------- | --------- | --------- | --------- | --------- | --------- | --------- | --------- | --------- | --------- | --------- | --------- | --------- | --------- | --------- | --------- | --------- | --------- | --------- | --------- | --------- | --------- | --------- | --------- |
| a             | a̱         | b         | mb        | d         | nd        | e         | e̱         | g         | ng        | h         | i         | i̱         | k         | l         | m         | n         | o         | o̱         | p         | r         | t         | u         | u̱         | w         | y         |
| Prononciation |           |           |           |           |           |           |           |           |           |           |           |           |           |           |           |           |           |           |           |           |           |           |           |           |           |
| ɑ             | ɑ̃         | b         | m͡b        | d         | n͡d        | e         | ẽ         | g         | ŋ͡g        | h         | i         | ĩ         | kʰ        | ɭ         | m         | n         | o         | õ         | pʰ        | r         | tʰ        | u         | ũ         | w         | ʝ         |

## Sources
- (en) Anonyme, 2011, Huli Organized Phonological Data, manuscrit, Ukarumpa, SIL International.